# Козинцова, Любовь Михайловна
Любовь Михайловна Козинцова (в замужестве — Эренбург, первоначально — Любовь Моисеевна Козинцова; 13 (26) декабря 1899, Киев — 6 июня 1970, Москва) — советский живописец и график. Сестра кинорежиссёра Григория Козинцева.

## Биография
Родилась в семье терапевта и невролога Моисея Исааковича Козинцова (1859—1930), после переезда в Киев в 1913 году принимавшего больных в коммерческой клинике «Квисисана» на Большой Житомирской улице, 19, и в бесплатной амбулатории филантропов Бабушкиных на Тверской, 7. М. И. Козинцов с женой и двумя детьми переехал в Киев из Новозыбкова Черниговской губернии, где служил окружным санитарным врачом, а также врачом Новозыбковской женской гимназии. В 1896 году отдельным изданием была опубликована его диссертация «Серноспичечное производство в санитарном отношении» (санитарно-статистическое исследование серно-спичечных фабрик Новозыбковского уезда Черниговской губернии, Стародуб: Типография А. И. Козинцова, 1896). Доктор медицины М. И. Козинцов занимался также просветительской и краеведческой публицистикой, в частности был автором книг «Алкоголизм и общественная борьба с ним» (по поводу открытия попечительств о трезвости, Стародуб: Типография А. И. Козинцова, 1896) и «Князь Николай Дмитриевич Долгоруков» (материалы к биографии, Стародуб: Типография А. И. Козинцова, 1903). Ряд медицинских трудов М. И. Козинцова по лечению алкоголизма, клинике сифилитических артропатий и другим вопросам клинической медицины был опубликован в российских и немецких медицинских журналах.
Мать, Анна Григорьевна Лурье, происходила из семьи васильковского второй гильдии купца и приходилась сестрой известному ленинградскому гинекологу Розе Григорьевне Лурье и дерматовенерологу Александру Григорьевичу Лурье (1868—1954), профессору и заведующему кафедрой кожновенерических болезней Киевского института усовершенствования врачей. Родители поженились 17 сентября 1898 года.
Детские годы Л. М. Козинцова провела в Новозыбкове, затем училась в гимназии в Киеве. Семья проживала в доме № 22, кв. 2 по Мариинско-Благовещенской улице (впоследствии улица Саксаганского). В 1918—1919 годах училась в частной школе-студии Александры Экстер на улице Гимназической, 1 в Киеве.
В августе 1919 года вышла замуж за своего двоюродного дядю, поэта (а в будущем и писателя) Илью Эренбурга, который был в это время квартирантом её дяди — дерматовенеролога А. Г. Лурье. С декабря 1919 по сентябрь 1920 года жила с мужем в Коктебеле у Максимилиана Волошина. В 1920—1921 годах обучалась у Роберта Фалька и Александра Родченко на Высших государственных художественно-технических мастерских (ВХУТЕМАС) в Москве.
В 1921—1924 годах жила с мужем в Берлине, где приняла участие в 1-й Русской художественной выставке в галерее «Van Diemen» (1922), в выставке в галерее «Der Sturm» (1922), в левом крыле объединённой выставки Союза берлинских художников и Союза немецких архитекторов (1923); сотрудничала в русском конструктивистском журнале «Вещь», который издавал Эль Лисицкий. Выставляла конструктивистскую графику в Ганновере (1923), Праге (1923), Брно (1923), Антверпене (1923). С 1924 года — в Париже, выставлялась в Осеннем салоне (1926) и салоне Независимых (1926, 1929), в групповых выставках русских художников в кафе La Rotonde (1925) и в галерее Zak (1930, 1936). В 1927 году провела выставку гуашей в галерее Леопольда Зборовского, в 1929 году — выставку в галерее «Der Sturm» в Берлине, в 1935 году участвовала в выставке советских художников в клубе Торгпредства СССР в Париже, в 1936 году — в оформлении вечера журнала «Наш Союз», организованного Союзом возвращения на родину. Иллюстрировала книги своего мужа («13 трубок», 1923; «Бурная жизнь Лазика Ройтшванеца», 1928 и другие), сотрудничала с журналом «Огонёк».
В 1940 году, покинув оккупированный Париж, вернулась с мужем в СССР, жила в Москве, где работала редактором на киностудии «Мосфильм». В выставках более не участвовала. Около 90 живописных работ Любови Козинцовой были переданы в дар Государственному музею изобразительного искусства имени А. С. Пушкина вдовой Г. М. Козинцева Валентиной Георгиевной Козинцевой.
Похоронена на Новодевичьем кладбище в Москве (участок № 7).

## Семья
Племянник — Александр Григорьевич Козинцев, антрополог, доктор исторических наук.

## Галерея
- Lubov Kosinzowa, Zigeuner (1930) (нем.)